# Șirăuți, Briceni
Șirăuți este un sat din raionul Briceni, Republica Moldova, situat la 3 km sud de orășelul Lipcani, 31 km de la centrul raional Briceni și 250 km de la municipiu Chișinău.
Satul este amplasat pe o suprafață 2632,3 ha, dintre care pământ arabil 1469,3 ha, livezi 98 ha, pășuni 196 ha, păduri al ocolului silvic 308,5 ha, suprafața acvatică 29 ha, fâșii forestiere 32 ha.

## Demografie

### Structura etnică
Structura etnică a satului conform recensământului populației din 2004:
| Grup etnic         | Populație | % Procentaj |
| ------------------ | --------- | ----------- |
| Moldoveni / Români | 2.336     | 97,05%      |
| Ucraineni          | 55        | 2,29%       |
| Ruși               | 14        | 0,58%       |
| Găgăuzi            | 1         | 0,04%       |
| Alții              | 1         | 0,04%       |
| Total              | 2.407     | 100%        |

## Administrație și politică
Componența Consiliului local Șirăuți (11 consilieri), ales la 5 noiembrie 2023, este următoarea:
|  | Partid                                       | Consilieri | Componență | Componență | Componență | Componență | Componență | Componență | Componență | Componență | Componență |
|  | -------------------------------------------- | ---------- | ---------- | ---------- | ---------- | ---------- | ---------- | ---------- | ---------- | ---------- | ---------- |
|  | Partidul Socialiștilor din Republica Moldova | 9          |            |            |            |            |            |            |            |            |            |
|  | Partidul Acțiune și Solidaritate             | 2          |            |            |            |            |            |            |            |            |            |

## Personalități

### Născuți în Șirăuți
- Daniel Ciugureanu (1885–1950), deputat în Sfatul Țării, prim-ministru al Republicii Democratice Moldovenești în 1918, ministru, deputat și senator în Regatul României
- Victor Ciutac (1938–2009), actor de teatru și film
- Eremia Zota (n. 1940), profesor în medicină, specialist în anatomie patologică, membru corespondent al Academiei de Științe a Moldovei